# Adem Jashari stadion

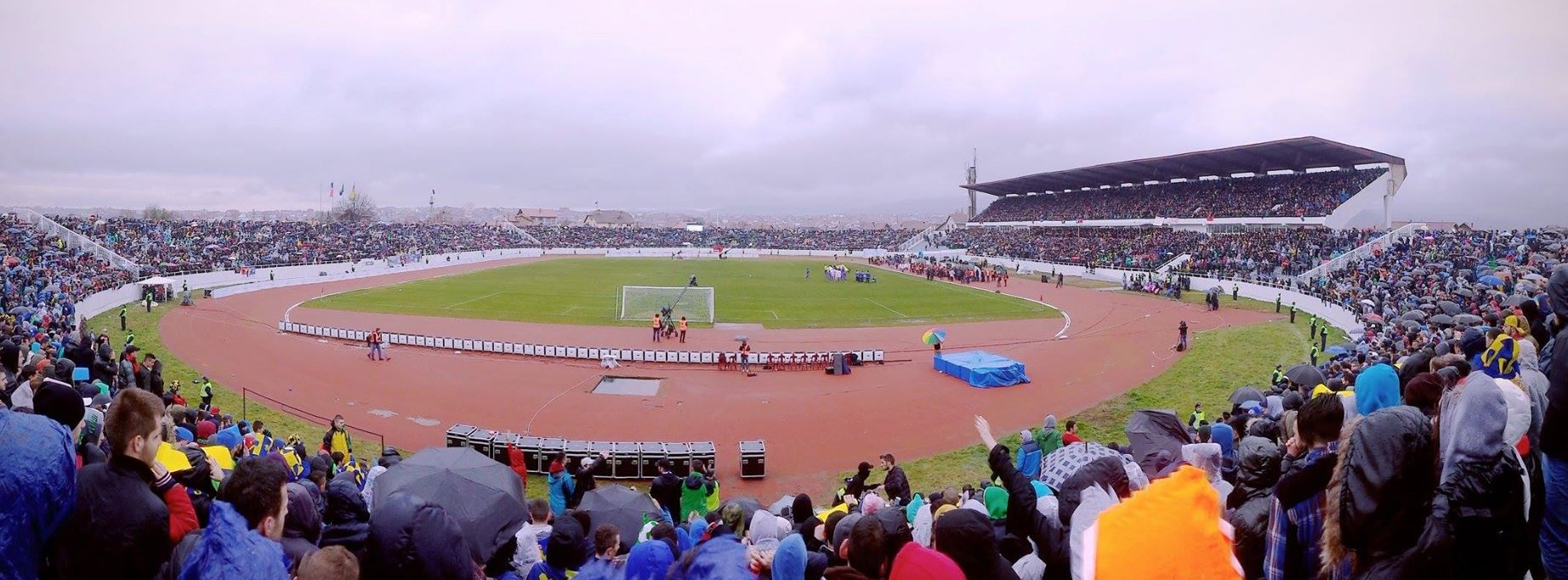

Adem Jashari stadion är en arena i Mitrovica i Kosovo. Den kan används till olika sportgrenar men används mest som en fotbollsarena. Den är hemmastadion för FK Trepča och KF Trepça. Den har en kapacitet för 28 500 åskådare.